# Пісня про Максима Залізняка
Пісня про Максима Залізняка (Пісня «Максим козак Залізняк» чи «Дума про козака Максима Залізняка») — народна історична пісня що оспівує події Гайдамацького повстання 1768—1769 років і одного з його ватажків Максима Залізняка. Деякі дослідники класифікують цю пісню як думу.
Ключовою подією висвітленою в пісні є
взяття гайдамаками Умані. Повстання гайдамаків відбувалося в частині України що знаходилася під владою Речі Посполитої, воно мало соціально і національно визвольну мету. Повстання досягло ряду успіхів зокрема було взято Умань. Російський уряд спочатку досить добре ставився до повстання дозволяючи українцям з підросійської частини України всіляко допомагати повстанню, але коли повстання стало перемагати то російська армія прибула на територію повстання під виглядом союзників, підібравши момент російські війська надзвичайно підступно схопили ватажків повстання. А потім придушили повстання та стратили велику кількість повстанців.